# Weilrode
Weilrode is een dorp in de landgemeente Sonnenstein in het landkreis Eichsfeld in Thüringen. Tot 2011 was het deel van de gemeente Bockelnhagen, die opging in de landgemeente.
Weilrode ligt aan de Uerdinger Linie, in het traditionele gebied van het Nederduitse dialect Oostfaals. Weilrode ligt niet ver van de grens met Nedersaksen. Weilrode ligt in het noorden van het Eichsfeld.